# Supercoupe de la CAF 2011
Navigation
Édition précédente Édition suivante
La Supercoupe de la CAF 2011 (appelé aussi Orange CAF Supercoupe, du nom de son sponsor) est la dix-neuvième édition organisée par la Confédération africaine de football. C'est également la huitième où les deux participants sont les vainqueurs de la Ligue des champions de la CAF et de la Coupe de la confédération. Cette édition se déroule le 29 janvier 2011 en république démocratique du Congo à Lubumbashi, et voit la victoire du club congolais du TP Mazembe face au club marocain du FUS de Rabat.

## Participants

### Le vainqueur de la Ligue des Champions
Le vainqueur de la Ligue des champions est le TP Mazembe, il s'agit de son quatrième titre dans cette compétition et le deuxième gagné consécutivement et ce dans le système Ligue des Champions. Il est également le tenant du titre de la Supercoupe de la CAF. 

### Le vainqueur de la Coupe de la Confédération
Le vainqueur de la Coupe de la confédération est le club des FUS de Rabat, il s'agit de son premier titre dans cette compétition mais aussi du seul international remporté. Cette édition de la Supercoupe de la CAF sera sa première participation.

## Résultats

### Match
Le match opposant les deux vainqueurs des deux coupes africaines a toujours lieu sur le terrain de celui qui a remporté la Ligue des champions. Le vainqueur étant congolais, la rencontre a donc lieu en république démocratique du Congo, plus précisément à Lubumbashi.
| 29 janvier 2011 | TP Mazembe        | 0 - 0 | FUS de Rabat | Stade Kibasa-Maliba, Lubumbashi |                      |
| 15h30 UTC+2     |                   |       |              | Spectateurs : 35 000            | Spectateurs : 35 000 |
| 15h30 UTC+2     | Report            |       |              | Spectateurs : 35 000            | Spectateurs : 35 000 |
| 15h30 UTC+2     | Tirs au but 9 - 8 |       |              | Spectateurs : 35 000            | Spectateurs : 35 000 |

### Vainqueur
Le club congolais, le TP Mazembe, s'impose donc au terme des tirs au but (9 à 8), après un score nul et vierge (0 à 0). Il s'agit de sa deuxième victoire dans la compétition mais aussi de sa deuxième gagnée consécutivement.
Les Congolais, vainqueurs pour la deuxième fois du match des champions, rejoignent ainsi au palmarès de la Super Coupe Orange les Tunisiens de l’Étoile sportive du Sahel (1997, 2007) et les Nigérians d’Enyimba (2003, 2004). Ils demeurent encore à une longueur du Zamalek vainqueur à trois reprises (1993, 1996, 2002) et à deux longueurs d’Al Ahly SC qui compte quatre Super Coupes à son palmarès (2001, 2005, 2006, 2008).     
La rencontre, qui coïncidait avec le coup d’envoi de la Ligue des champions Orange et de la Coupe de la Confédération Orange s’est déroulée en présence du Président de la CAF, Issa Hayatou, et des membres du Comité exécutif.
Les deux équipes n’ont pas réussi à exploiter les quelques occasions qu’elles se sont créées pendant le temps réglementaire. Les congolais, sur le terrain, ont pratiqué un football plus offensif que les marocains qui avaient choisi une tactique plus défensive dans le but de contrer les attaquants de Mazembe.
C’est la sixième fois que le vainqueur de la Supercoupe de la CAF est désigné à l’issue des tirs au but après 1992, 1996, 1997, 2005 et 2006.
| Supercoupe de la CAF Vainqueur 2011 |
| ----------------------------------- |
| TP Mazembe Second titre             |